# Kirche Rablinghausen

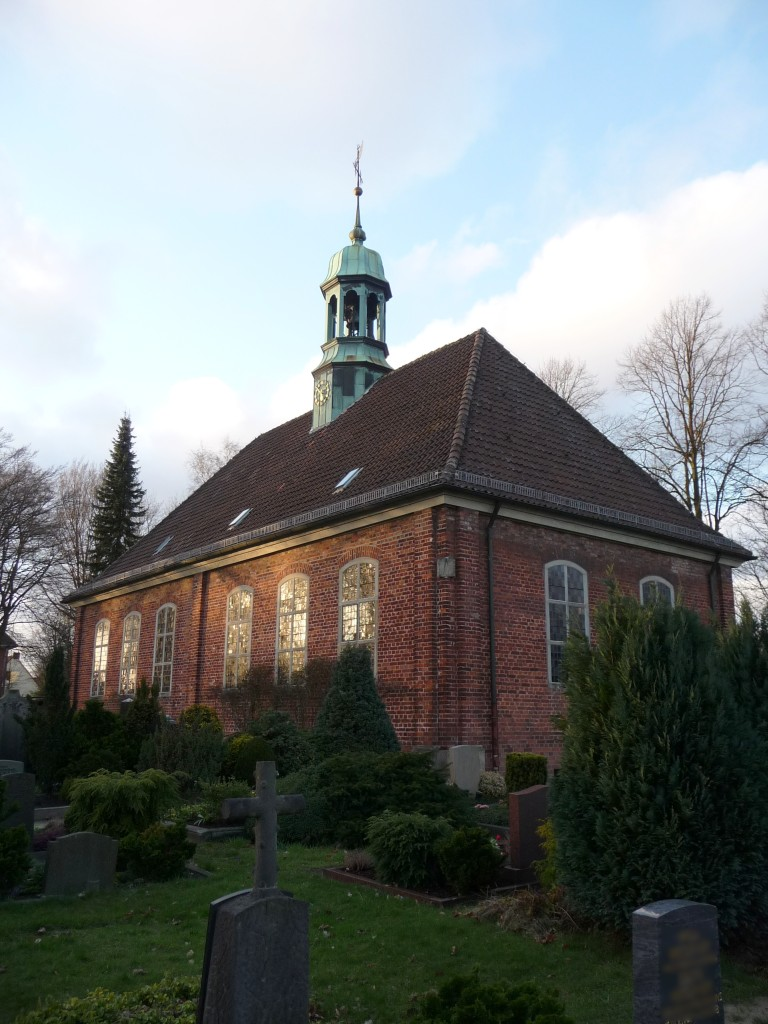
Kirche Rablinghausen

Die Kirche Rablinghausen ist eine evangelisch-reformierte Pfarrkirche in Bremen im Stadtteil Woltmershausen, Ortsteil Rablinghausen, Rablinghauser Deich 2–4.

## Geschichte der Kirchengemeinde
In der ersten Hälfte des 18. Jahrhunderts umfasste das links der Weser gelegene Dorf Rablinghausen weniger als 20 Wohnhäuser mit etwa 100 Bewohnern. Das Land war noch weitgehend im Besitz Bremer Ratsherren und anderer Bürger und wurde von Bauern bewirtschaftet, die nach dem Meierrecht gegenüber dem Grundherrn abgabenpflichtig und abhängig waren. So war der Grund für die Etablierung einer neuen Kirchengemeinde nicht die Bedeutung der abgeschiedenen Siedlung, sondern der Wunsch des Bremer Rates, seinen Einfluss im Niedervieland mit dem Mittel einer autoritären Kirchenpolitik zu stärken. Die Bewohner des Ober- und Niedervielandes gehörten seit dem Mittelalter kirchenrechtlich noch zur reformierten Martinikirche in der Altstadt. So war aus der Sicht einiger Bewohner die Bildung der neuen Gemeinde eine Verbesserung der geistlichen Versorgung, für den Bremer Rat jedenfalls sicher ein gutes Argument zur Durchsetzung der Neuordnung. Zum neuen Sprengel, in dessen Mitte Rablinghausen lag, gehörten noch Woltmershausen, Lankenau und (bis 1772) auch das Neuenland, aber nicht Seehausen, dessen Kirche einem anderen Patronatsrecht unterlag und lutherisch war.
Die aktuelle Aktivitäten der Kirchengemeinde sind u. a.: Frauengruppen, Kindergruppe, Bastel- und Handarbeitskreis, Gitarrengruppe, Flötengruppe, Tanzgruppe und Plattdeutscher Abend.

## Bauwerk
Der etwa 20 m lange und 10 m breite erste Kirchenbau wurde 1746 beschlossen, seit 1748 auf künstlich erhöhtem Gelände am Deich errichtet und am 7. Mai 1750 eingeweiht. Den Entwurf hatte der Bremer Ratsmaurermeister Johann Hinrich Grütter geliefert und der Ratszimmermeister Hermann Ficke gestaltete den Dachreiter nach seinen Vorstellungen. Der Bautyp, eine schlichte, quergestellte Saalkirche von sechs Fensterachsen, aus Backstein mit Walmdach, deren einziger Schmuck die Wappensteine der Ratsherren und der barock gegliederte Dachreiter waren, hatte sich in den konfessionell verwandten Niederlanden entwickelt. Mit der alten St.-Pauli-Kirche in der Bremer-Neustadt 1682 hatte er ein für die späteren Kirchen im Bremer Landgebiet nachhaltig wirksames Vorbild gefunden. Auch mit ihrem hellen Inneren entspricht die Kirche dem Charakter reformierter Kirchen der Erbauungszeit.
Der Bau in Rablinghausen bildet das letzte Beispiel in dieser Reihe.
Am 2. August 1944 wurde die Kirche durch Brandbomben bis auf die Mauern zerstört.

Von 1950 bis 1951 erfolgte ein Wiederaufbau in der alten Form und 1964/65 ein umfangreicher Umbau. Das rechteckige Gebäude, mit sechs in Sandstein gefassten Fenstern an der Südseite, hat wieder ein Walmdach und einen zierlichen, achteckigen, kupfergedeckten, welschen Dachreiter mit Laterne für die 1953 gegossene Glocke sowie die Uhr und Wetterfahne. Die Eingänge mit Sandsteingewänden sind wie früher in den äußeren Achsen der Nordseite.

An der Friedhofsseite findet sich die 1749 vom Bremer Steinhauer Werner Schreiber gefertigten Sandsteinwappen der Bürgermeister und Kirchenvisitatoren. Vier farbig gefasste Bürgermeisterwappen sind auch an der Wand gegenüber der Kanzel im Inneren montiert.
Die Kirche steht seit 1973 unter Bremer Denkmalschutz.
„Use Kark an’ Diek“ („Unsere Kirche am Deich“) nennen die Rablinghauser ihre kleine Deichkirche.

### Ausstattung
Einige Originalstücke der Ausstattung sind erhalten, so der aus einer romanischen Kreuzgangsäule (um 1100) des Bremer Doms gefertigte Taufstein.

Der Kanzelkorb und sein Aufgang enthalten Brüstungselemente aus einer Bremer Diele um 1750. Auch die Empore wurde neu gestaltet.

Altarleuchter und Laterne am rechten Kirchenportal stammen aus dem 18. Jahrhundert. Die Messingleuchter wurden nach Vorbildern im Frans Hals Museum in Haarlem aus dem 18. Jahrhundert nachgegossen.
Die Orgel wurde 1965 von Alfred Führer gebaut. Sie hat zwei Manuale und 15 Register. Der Orgelprospekt ist nach einer Vorlage aus dem 18. Jahrhundert gefertigt.